# 小蟻巢傘
小蟻巢傘，分布於亞洲與非洲，屬口蘑科一種，色通常為淡褐色。另外，該種野菇也是土棲共生的中小型菇類，可供食用。